# Maria Danielsson
Maria Elisabeth Danielsson (* 28. Juli 1981 in Siljansnäs) ist eine ehemalige schwedische Snowboarderin.

## Werdegang
Danielsson, die für den Leksands SBK startete, nahm im März 1998 in Tandådalen erstmals am Snowboard-Weltcup der FIS teil und errang den 14. Platz in der Halfpipe. Bei den Juniorenweltmeisterschaften 1999 auf der Seiser Alm wurde sie Neunte und bei der Juniorenweltmeisterschaften 2001 im Nassfeld Elfte in der Halfpipe. Ab der Saison 2001/02 startete sie ausschließlich im Snowboardcross. Dabei errang sie im März 2002 mit Platz acht in Tandådalen ihre erste Top-Zehn-Platzierung im Weltcup und in der Saison 2001/02 sowie 2002/03 jeweils den 16. Platz im Snowboardcross-Weltcup. Bei den Snowboard-Weltmeisterschaften 2003 am Kreischberg kam sie auf den 14. Platz. In der Saison 2003/04 erreichte sie mit Platz drei in Bad Gastein sowie Rang zwei in Arosa ihre einzigen Podestplatzierungen im Weltcup und zum Saisonende mit dem 13. Platz im Snowboardcross-Weltcup ihr bestes Gesamtergebnis. In der Saison 2005/06 holte sie in Bad Gastein ihren einzigen Sieg im Europacup und belegte bei ihrer einzigen Teilnahme an Olympischen Winterspielen im Februar 2006 in Turin den sechsten Platz. Bei den Snowboard-Weltmeisterschaften 2007 in Arosa fuhr sie auf den 13. Platz und bei den Snowboard-Weltmeisterschaften 2009 in Gangwon auf den 35. Rang. Zudem wurde sie im Jahr 2008 schwedische Meisterin im Snowboardcross. Ihren 40. und damit letzten Weltcup absolvierte sie im Januar 2009 in Bad Gastein, welchen sie auf dem 21. Platz beendete.

## Teilnahmen an Weltmeisterschaften und Olympischen Winterspielen

### Olympische Winterspiele
- 2006 Turin: 6. Platz Snowboardcross

### Snowboard-Weltmeisterschaften
- 2003 Kreischberg: 14. Platz Snowboardcross
- 2007 Arosa: 13. Platz Snowboardcross
- 2009 Gangwon: 35. Platz Snowboardcross

## Weltcup-Gesamtplatzierungen
| Saison    | Gesamt | Gesamt | Snowboardcross | Snowboardcross |
| Saison    | Punkte | Platz  | Punkte         | Platz          |
| --------- | ------ | ------ | -------------- | -------------- |
| 1999/2000 | 21     | 125.   | 90             | 71.            |
| 2000/01   | -      | -      | 100            | 53.            |
| 2001/02   | -      | -      | 1010           | 16.            |
| 2002/03   | -      | -      | 1020           | 16.            |
| 2003/04   | -      | -      | 1720           | 13.            |
| 2005/06   | 935    | 76.    | 935            | 24.            |
| 2007/08   | 890    | 71.    | 890            | 21.            |
| 2008/09   | 180    | 125.   | 180            | 36.            |